# MT比
MT比（MTひ）は、動力分散方式の鉄道車両において動力車（motor）と付随車（trailer）の構成比を示したものである。MT比は運転士が乗務時に携帯する運転時刻表の「牽引定数」欄に記載されることが多い。

## 定義と特性

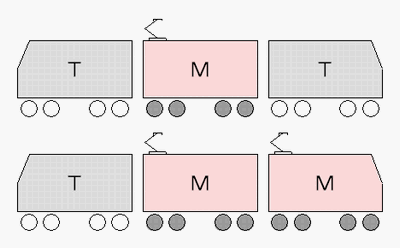
MT比の異なる3両編成の電車模式図。上は1M2T、下は2M1T。
車両重量、電動機、歯数比が同じ場合、下の編成は動力車(M)が多く、加速（と電制）性能に優れる。

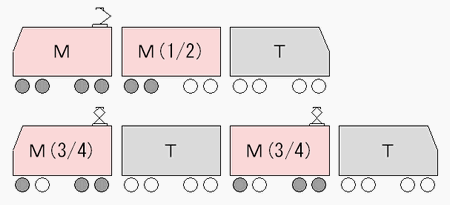
特殊なMT比を持つ編成。
中間M車のうち片側台車のみを電動車とし、全体のMT比を1:1としている例（上）。
4つの車軸のうち3つに電動機を設置し、全体のMT比をほぼ1:2としている例（下）。

電車や気動車など動力分散方式の車両では、走行するための動力を持った動力車と、持たない付随車により構成される。この構成比をMT比と呼び、前項を動力車数、後項を付随車数の比で示すのが基本である。動力車が6両、付随車が4両の編成であれば、MT比は3:2となる。また、単純に動力車と付随車の編成をそのまま6M4Tのように表すことがあるが、これも広義のMT比といえる。
動力車の比率が高いものをMT比が高い（大きい）、付随車の比率が高いものをMT比が低い（小さい）と表現する。一般には、MT比が高いと高性能な編成となり、逆にMT比が低いと経済的な編成が得られる。また、動力車1両あたりの走行性能が同一の場合であっても、路線の特性やダイヤに応じてMT比を変えることにより、性能の異なる編成を組むことができる。

### 電車のMT比
電車の動力車では各車軸に1基ずつ電動機を搭載することが基本であるが、JR東海313系電車のように、3両編成の場合でも通常の動力車を1両、付随車を1両とした上で、もう1両を片側の台車のみ動力台車とし、全体のMT比を1:1としている場合もある。同様な例では、JR西日本223系電車（3000番台）のように4つの車軸のうち3つに主電動機を搭載することで、編成全体のMT比を調整していた例もあった。これらのことから、MT比は動力台車と付随台車の構成比、もしくは動力軸と非動力軸の構成比と定義することも可能である。
MT比は要求性能と経済性から決定され、要求性能としては編成出力や粘着性能、あるいは加減速性能があげられる。一般に急勾配路線の電車や、地下鉄や駅間距離の短い路線などではこれらの要求性能が高いため、MT比が高く設定されている。例えば関東地方の快速線、種別また近郊路線に充当されるJR東日本E217系電車の基本編成は4M7Tでのちに製造された山手線充当用のE231系500番台は6M5Tになるなど同じ編成数でも路線特性によって大きく異なる。

### 気動車のMT比
気動車は電車に比べると実用上の出力特性で劣るため、付随車は設定せず、殆どを動力車とするのが基本である。ただし、台車に直接電動機を搭載できる電車とは異なり、気動車の機関は床下に大きな空間を必要する上、変速機や冷却器にもスペースを割かれ、取り付け位置などにも制約があるため、車体構造や搭載機器の構成によりやむをえず付随車を組み入れる場合もある。
線形に恵まれた欧州の鉄道では、古くから付随車の組込みが見られた。日本でも国鉄キハ08系気動車のように、改造費を抑える目的で付随車を設定した例がある。気動車の性能向上が著しい近年では、再び付随車の組み込みが見られるようになっている。

## 日本におけるMT比の動向

### 電車
直流電動機が用いられた時代は急勾配路線用車・高加速性能車で2:1、平坦線区用は1:1程度が一般的であったが、1950年代中盤から1960年代初頭にかけてのカルダン駆動方式実用化初期には、中空軸平行カルダンやWNドライブでは可撓継手の寸法的な制約などから十分な性能の電動機が使用できなかったことから、小出力の電動機を編成全車に裝架する全電動車方式とすることで要求性能を確保する例が多く見られた。この傾向は特にバックゲージ幅の狭い1067mm軌間の鉄道向け車両に強く、標準軌間向けでは奈良電気鉄道デハボ1200形の様に1954年の段階で既にMT比1:1での使用を前提に設計された車両も存在した。
その後も、京浜急行電鉄・名古屋鉄道・阪神電気鉄道・南海電気鉄道など一部の私鉄では1970年代に入ってもなお、加速減性能の確保や在来車との互換性維持を目的として小型小出力の電動機を搭載し、全電動車とする場合があった。
1980年代以降、日本では小型で高出力な誘導電動機が一般的に用いられるようになるとともに、電子制御技術の進歩により粘着性能も向上したため、MT比は下がる傾向にあり、1:1を下回る編成も珍しくなくなった。ただし、降雨時、降雪時など粘着率が極端に低下した条件下での制御は現在でも難しく、車種・車重にもよるがMT比が低い程空転が起きやすい。そのため、あえてMT比を高く設定した編成が組まれる場合がある。また、前述の阪神電気鉄道は、普通列車について全電動車方式による高加減速車（ジェットカー）を使用することを前提とした非常にタイトなダイヤ編成となっているため、普通専用の5500系については大出力化の容易な誘導電動機装備ながらあえて110kWと定格出力を低く抑えた主電動機を編成の全車・全車軸に装荷して、例外的に全電動車編成としている。
なお現在では、編成の連結両数の変化に容易に対応可能とするなどの理由から、基本を全電動車としつつ各車両の動軸数を2として編成としてのMT比を1:1以下とするJR西日本321系電車のような例も現れており、1モーター1インバータ構成で制御器の設計の自由度が向上したことを背景として、MT比を編成の車両単位で考えるのではなく各車の動軸と遊軸の比率で考える設計への移行が次第に進みつつある。

### 新幹線
200km/h以上の高速運転を行う新幹線は、編成全体として大きな出力が求められることから、多数の電動機を必要とし、概してMT比は高く設定される。これはその時点で製造・使用可能な電動機出力の関係からも変遷しており、出力が比較的小さい直流電動機を使用する0系（1964年）、さらに200系（1982年）は全電動車であった。その後、経済性の観点からMT比は徐々に下げられ、設計の最適化による軽量化・空力改善と半導体技術の進歩により100系（1985年）は16両編成で3:1、小型高出力な誘導電動機が用いられた300系（1990年）では1.7:1にまで低下した。
しかし、1990年代後半からのさらなる高速化により、新幹線のMT比は再び高くなる傾向にある。新幹線で最初に最高速度300km/hでの営業運転を実施した500系（1997年）では全電動車、700系（1997年）では16両編成で3:1と向上しており、最新のN700系（2005年）、N700S（2020年）についても300km/h運転や加速性能向上を目的とし16両編成で7:1と高い設定がなされている。ふたたびMT比を向上した背景として、付随車に設置していた渦電流ブレーキの重量が重く電動台車から制動力を補てんした方が軽量化が図れる上に、省エネ効果の高い回生ブレーキの高性能化によりMT比向上のデメリットが少なくなったことが挙げられる。また、急勾配が続く九州新幹線用の800系および山陽・九州直通用のN700系7000番台・8000番台には全車電動車方式が採用されている。

### 気動車
日本国有鉄道（国鉄）は、1950年代からローカル線の無煙化対策として気動車を大量に投入してきたが、これらの気動車に標準的に搭載された機関（DMH17系ディーゼルエンジン）は1基あたり150〜170psと非力であり、とりわけ急勾配路線では満足な走行性能が得られなかった。そこで、機関を2基搭載した動力車を投入してきたが、搭載する機関の数により走行性能が異なるため、機関2基搭載をM、1基搭載をmと動力車を区別して編成を示していた。たとえば、4M2m1Tは、機関を2基搭載した動力車が4両、1基搭載の動力車2両、付随車が1両の編成である。
国鉄がJRに移行した1980年代後半から、エンジンの定格出力が1エンジン車で最大660ps、2エンジン車だと最大900psオーバーと、一般的な電車と比較してもそれほど見劣りしない水準に到達している。しかし、前述のとおり実用上の出力特性は電車に劣ること、エンジンの出力増強を速度性能の向上に振り分けたこと、それに粘着特性の問題などから、すべて動力車とする編成が基本となっている。